# 豊平峡温泉
豊平峡温泉（ほうへいきょうおんせん）とは、北海道札幌市南区定山渓にある温泉。豊平川（とよひらがわ）の上流にある。近くに豊平峡ダム（ほうへいきょうダム）がある。
「豊平」は、豊平区、豊平川などその多くが「とよひら」と読むが、豊平峡の場合は豊平館（ほうへいかん）と同じく「ほうへい」と読む。

## 泉質
- ナトリウム - 炭酸水素塩・塩化物泉、（低張性中性高温泉）（旧泉質名：含食塩 - 重曹泉）
  - 源泉温度 52.0℃、pH 6.5（中性）、湧出量 450L/min（動力揚湯）
  - 微に淡黄色透明、無味、無臭[1]
    - 札幌市内の温泉では唯一飲泉が可能（保健所許可済み）。

## 温泉地
日帰り温泉が1軒のみある。内風呂と広い露天風呂を有する。全浴槽掛け流し。
食堂では本場の北インド料理を出す。タンドールでナンやタンドリーチキンを焼く様子が見られる。2代目経営者がもともとすすきのでインド料理店を営んでおり、温泉を継ぐにあたって店の従業員のネパール人も連れてきたことがきっかけである。

## アクセス
- 車 : 札幌市内から、国道230号線を南下。定山渓温泉から10分。
- バス : 札幌駅前よりじょうてつバス7・8番豊平峡温泉行きに乗車（約80分）

札幌市営地下鉄南北線真駒内駅から無料送迎バスも出ている。